# Cristaria adenophora
Cristaria adenophora är en malvaväxtart som beskrevs av Ivan Murray Johnston. Cristaria adenophora ingår i släktet Cristaria och familjen malvaväxter. Inga underarter finns listade i Catalogue of Life.